# Есенциализъм
Във философията есенциализъм (на латински: essentia — същност) е възглед върху познанието, свързан с идеята за неизменен набор от качества и свойства, които произтичат от същността (същината) на предметите, явленията и хората.
Терминът, а и понятието за есенция, съответно и за есенциализъм възниква в схоластика на основата на латинския еквивалент на аристотеловата втора същност, определяща въз основа на набор от качества стойността. Насетне „есенцията“ и производния ѝ термин есенциализъм се употребяват в теорията за потвърждение на някакви или някои неизменни и вечни качества по своята родова характеристика.
Във философията на новото време, есенциалистката постановка е подета и критически от почти всички най-изявени философи, включително Карл Маркс, Фридрих Ницше, Жан-Пол Сартър и много други.